# Esaù (nome)
Esaù  è un nome proprio di persona italiano maschile.

## Varianti in altre lingue
- Catalano: Esaú[4]
- Ceco: Ezau
- Croato: Ezav
- Ebraico: עֵשָׂו ('Esaw)[2][5]
- Francese: Ésaü
- Greco biblico: Ησαυ (Esau, Hesau)[2][5]
- Inglese: Esau[5]
- Latino: Esau[1][2][5]
- Polacco: Ezaw
- Portoghese: Esaú
- Russo: Исав (Isav)
- Serbo: Исав (Isav)
- Spagnolo: Esaú[4]
- Ucraino: Ісав (Isav)
- Ungherese: Ézsau

## Origine e diffusione

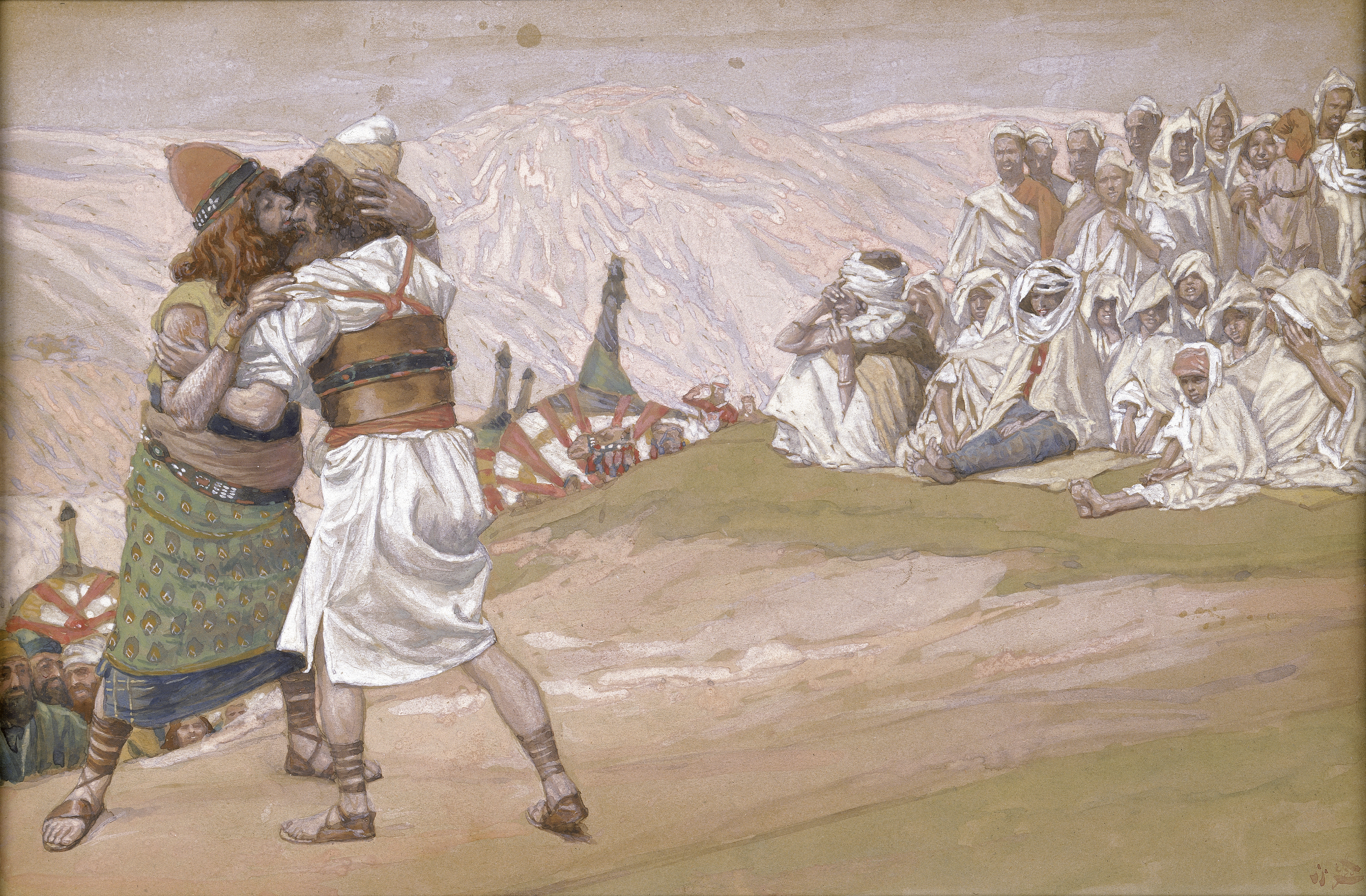
L'incontro di Esaù e Giacobbe, di James Tissot

È un nome biblico di scarsa diffusione, portato nel libro della Genesi da Esaù, il figlio primogenito di Isacco e Rebecca, che vendette il proprio diritto di nascita al fratello Giacobbe per un piatto di lenticchie.
Etimologicamente, deriva dal nome ebraico עֵשָׂו ('Esaw), il cui significato è ignoto; molte fonti lo indicano con "peloso", "irsuto", e in senso lato "uomo fatto" (Esaù era nato già con molto pelo addosso), ma altre evidenziano che tale etimologia presenta alcuni problemi, e che più probabilmente è derivato da una radice avente il senso di "fare", "compiere", con il possibile significato di "operante".

## Onomastico
Il nome è adespota, cioè non è portato da alcun santo, quindi l'onomastico ricade il 1º novembre, giorno di Ognissanti.

## Persone
- Esaù de' Buondelmonti, despota di Ioannina